# Жена на годината
„Жена на годината“ (на английски: Woman of the Year) е американска романтична комедия от 1942 г. В главните роли играят Катрин Хепбърн и Спенсър Трейси. Режисьор е Джордж Стивънс, а продуцент Джоузеф Манкевич. Сценаристите Ринг Ларднър и Майкъл Канин получават „Оскар за най-добър оригинален сценарий“ на четиринадесетата церемония по връчване на наградите Оскар през 1942 г. През 1999 г. този филм е избран за съхранение в Националния филмов регистър на САЩ към Библиотеката на Конгреса като „културно, исторически или естетически значим“.

## Сюжет
Действието е свързано с връзката между Тес Хардинг – кореспондентка по международни въпроси, избрана за „Жена на годината“ и Сам Крейг, спортен коментатор, който се среща, сключва брак и се сблъсква с проблеми в резултат на нейния непоколебим ангажимент към работата ѝ.

## В ролите
| Актьор         | Роля           |
| -------------- | -------------- |
| Катрин Хепбърн | Тес Хардинг    |
| Спенсър Трейси | Сам Крейг      |
| Фей Бейнтър    | Елън Уиткомб   |
| Реджиналд Оуен | Клейтън        |
| Майнър Уотсън  | Уилям Хардинг  |
| Уилям Бендикс  | (Пинки) Питърс |
| Гладис Блейк   | Фло Питърс     |
| Дан Тобин      | Джералд Хоу    |
| Роско Кърнс    | Фил Уитъкър    |
| Уилям Танън    | Елис           |